# Dover (Kentucky)
Pour les articles homonymes, voir Dover.
Dover est une ville américaine située dans le comté de Mason, dans le Kentucky. Selon le recensement de 2020, sa population est de 221 habitants.